# Kim Christensen (atleta)
Kim Juhl Christensen (Arden, 1º aprile 1984) è un pesista danese, allenato da Vésteinn Hafsteinsson.

## Palmarès
| Anno | Manifestazione  | Sede       | Evento         | Risultato | Misura  | Note |
| ---- | --------------- | ---------- | -------------- | --------- | ------- | ---- |
| 2008 | Mondiali indoor | Valencia   | Getto del peso | 18º       | 18,28 m |      |
| 2009 | Europei indoor  | Torino     | Getto del peso | 10º       | 19,55 m |      |
| 2010 | Europei         | Barcellona | Getto del peso | 22º       | 18,20 m |      |
| 2011 | Europei indoor  | Parigi     | Getto del peso | 15º       | 19,16 m |      |
| 2011 | Mondiali        | Taegu      | Getto del peso | 16º (q)   | 19,74 m |      |
| 2012 | Mondiali indoor | Istanbul   | Getto del peso | 19º       | 18,87 m |      |
| 2012 | Europei         | Helsinki   | Getto del peso | 12º       | 19,00 m |      |
| 2012 | Olimpiadi       | Londra     | Getto del peso | 28º       | 19,13 m |      |

## Altre competizioni internazionali
2013
- 8º agli Europei a squadre (Second League) ( Kaunas), getto del peso - 17,88 m
- 5º al DécaNation ( Valence), getto del peso - 18,36 m

2014
- 20º in Coppa Europa invernale di lanci ( Leiria), getto del peso - 17,83 m